# 高仁愛
高仁愛醫師（英語：Dr. Jean (Connan) Murray Landsborough，1920年9月1日—1993年11月14日），是一位生於英國倫敦郊區、長年奉獻於臺灣的醫師。

## 生涯

### 早年生涯
高仁愛的父親是位公共衛生醫師，他曾於戰時任職地方衛生行政主管，並投注心力於北倫敦地區的醫療及保健工作。其阿姨杜雪雲姑娘曾於臺南長榮女中擔任教職。
高仁愛自幼機靈敏捷，偏好文學、藝術、歷史，對聖詩與聖經故事有深入研究。
1943年，她自倫敦大學女子醫學院畢業，當了兩年住院醫師並曾開業。此後，她決定成為一位宣教醫師，並曾寫信給當時初任宣教醫師的蘭大弼醫師，並在蘭氏回信後前去雷德希爾拜訪蘭氏及其父母。
之後，高仁愛向英國長老教會海外宣道會提出申請，並接受為期三個月的聖經及熱帶醫學訓練。1947年6月14日，高仁愛與蘭大弼在倫敦結婚；同年9月底，夫妻倆連袂前往位於中國福建的泉州，並在當地任職於惠世醫院。

### 泉州時期
在泉州，夫妻倆一直過著非常簡樸的生活；而且，不論是氣候或語言都與家鄉相差甚遠，更不用說當地的生活水平。此外，當地更盛行許多熱帶疾病及其他傳染疾病，如傷寒、結核、腸疾等。有時，在醫院裡還會遇見被老虎咬傷的患者；而且，醫院的建築與設備都十分簡陋。儘管如此，高仁愛常說泉州惠世醫院的經驗是「神給他們的特別禮物」。在那裏，高仁愛也學習瞭解當地的文化社會、風土民情、生活習慣。不久，她即學會當地方言，並能與居民無礙溝通。
1949年8月底，解放軍進入泉州市；1951年，夫妻倆被迫離開泉州返回英國。

### 返回英國
回國後，夫妻倆領養了一對雙胞胎男孩；數年後，他們又於英國一所孤兒院領養了一名女孩。

### 任職彰基
1952年，夫妻倆帶著小孩一同前往臺灣，並在彰化基督教醫院（簡稱「彰基」）開始他們醫療傳道生涯的全新階段。初期，高仁愛因要照顧家庭，每日僅能撥出半日至醫院上班；後來，由於人手需求增加，她全心投入醫院事務，並為其創立婦產科。除婦產科醫務工作外，她更帶著醫護人員到位於山區的原住民社區或貧瘠的沿海地區等地，進行公共衛生知識宣導及義診工作，尤其是關於婦女節育教導的家庭計劃或癌症預防的檢查工作。
此外，她亦投注心力於主日學教學，其野外禮拜並於日後發展為蘭大衛紀念教會。
1980年7月1日，高仁愛退休返回英國。

## 外部連結
- Jean Landsborough - Historical records and family trees - MyHeritage （页面存档备份，存于）